# De Dubbelen
De Dubbelen is een industrieterrein in de Noord-Brabantse gemeente Meierijstad. Het terrein is 256 hectare groot (198 ha netto) en kent 181 ondernemingen met 14.255 arbeidsplaatsen.
Het bedrijven- of industrieterrein De Dubbelen ligt aan de zuidkant van de Zuid-Willemsvaart en dus gescheiden door water van de provinciale weg N279. Tevens ligt het zuidoostelijk van de rijksweg A50, bij afrit 10 (Eerde/Veghel). Over het bedrijventerrein stroomt de beek Biezenloop, een zijtak van rivier de Aa.

## Geschiedenis
Tot de aanleg van de Zuid-Willemsvaart in de periode 1823-1826 waren De Dubbelen gemeentegronden voor de dorpen Veghel en Eerde. Ze bestonden uit laaggelegen, drassige broeklanden die ook wel met de naam 't Veghels Broek werden aangeduid. Rond 1800 werd door De Dubbelen een voetdijk aangelegd, het zogenaamde Eerdse pad, de snelste verbinding tussen Eerde en Veghel. Ook ontstond hier in die periode de Rooise dijk of Dijk naar Sint-Oedenrode. Eind 18e en begin 19e eeuw werden De Dubbelen ontgonnen en verkaveld.
Toen ontstond hier het typische Meierijse populierenlandschap. De populieren groeiden immers goed op de voormalige drassige gronden.Dit populierenlandschap is nagenoeg compleet verdwenen tijdens de aanleg van de industrieterreinen vanaf de jaren 60, waardoor De Dubbelen een totale gedaanteverandering hebben ondergaan.
Met het begin van Operatie Market Garden in 1944 werden De Dubbelen gebruikt als landingsplaats voor de 101e Luchtlandingsdivisie. zij hadden als taak de strategische kanaal- en Aabruggen bij Veghel te veroveren. In die periode werd er rond de Dubbelen hard gevochten. De gevechtshandelingen hadden vooral betrekking op de strijd om de belangrijke corridor van Eindhoven naar Nijmegen die dwars door De Dubbelen liep.

### Industrievestiging
Met de groei van Veghel als industriekern na de Tweede Wereldoorlog begon in 1964 de aanleg van de Nieuwe Haven en het industrieterrein De Dubbelen. Sindsdien zijn er veel bedrijven gevestigd, die zorgen voor een aanzienlijke werkgelegenheid in de regio. Onder die bedrijven bevinden zich zowel lokale, nationale als internationale ondernemingen. Voorts zijn er grote logistieke ondernemingen en is er beperkt ruimte voor perifere detailhandel en kantoren. Als gevolg van de industrievestiging zijn het oude populierenlandschap en de boerenbedrijven verdwenen.

### Revitalisering
De Dubbelen is in 2005-2006 wegens veroudering gerevitaliseerd. Door een integrale aanpak van de ruimtelijke kwaliteit, verkeersmaatregelen, waterbeheer en natuurontwikkeling heeft De Dubbelen een flinke opknapbeurt gekregen. In 2006 dong het project dan ook mee aan de Ruimte- & Mobiliteitprijs 2006. De Dubbelen won de felbegeerde prijs niet, maar kreeg met overgrote meerderheid van stemmen de publieksprijs.

## Bedrijven
Enkele bedrijven die een hoofdvestiging (fabriek, hoofdkantoor of distributiecentrum) hebben op de Dubbelen.
- Actemium Plant Solutions
hoofdvestiging
- Arkema
hoofdkantoor en fabriek
- De Heus Voeders
mengvoederfabriek
- DHL Supply Chain
distributiecentrum
- Jumbo Supermarkten
distributiecentrum

- Kuehne + Nagel Logistics
hoofdvestiging
distributiecentra
- Mars Nederland
hoofdkantoor
- Masterfoods Veghel
chocoladefabriek
- Royal Canin Nederland
hoofdkantoor
- Sligro Food Group
hoofdkantoor
distributiecentrum

- ThyssenKrupp Nederland
hoofdkantoor
distributiecentrum
- Vanderlande Industries
hoofdkantoor
innovatiecentrum
- Van der Linden Groep
hoofdvestiging
- VINCI Facilities Veghel
hoofdvestiging